# 波希米亚公国
波希米亚公国（拉丁語：Ducatus Bohemiæ），亦称捷克公国（捷克語：České knížectví）、布拉格公国，是一个中世纪欧洲的封建君主制国家，1002年后也是神圣罗马帝国的诸侯国。870年，大摩拉维亚公国统治下的捷克人建立起波希米亚公国，但此时波希米亚公国仍然是大摩拉维亚公国的一部分。895年，波希米亚公爵斯皮季赫涅夫一世向东法兰克国王宣誓效忠，波希米亚公国与大摩拉维亚公国分离。1002年，波希米亚公国成为神圣罗马帝国的一个诸侯国。在此以后，波希米亚吞并了摩拉维亚，进一步扩张了疆域。12世纪统治波希米亚的公爵普热米斯尔·奥托卡一世获神圣罗马帝国皇帝加冕为王。稍后，1198年神圣罗马帝国皇帝正式将波希米亚公国升格为王国，确认普热米斯尔·奥托卡一世以后的波希米亚统治者也可以拥有国王头衔。1212年，波希米亚国王成为神圣罗马帝国的选帝侯之一。
基督教大约在9世纪从摩拉维亚传入波希米亚地区。基督教传入后，在普热米斯尔王朝主导下，波希米亚地区经历了基督教化。10世纪时，波希米亚公国已经是一个基督教国家了。